# GNU-ова општа јавна лиценца
ГНУ-ова општа јавна лиценца (скраћено ГОЈЛ, на енглеском GNU GPL или само GPL) је широко коришћена лиценца за слободни софтвер, коју је првобитно написао Ричард Столман за потребе Пројекта Гну. То је лиценца коју коју користи језгро линукс. ГОЈЛ је најпопуларнији и најпознатији пример јаке копилефт лиценце која захтева да изведена дела буду доступна под истим копилефтом. По тој филозофији, ГОЈЛ примаоцу рачунарског програма даје права из дефиниције слободног софтвера и користи копилефт да би осигурала да су те слободе очуване чак и када је дело измењено или му је нешто придодато. У томе се разликује од попустљивих лиценци за слободни софтвер , за које су стандардан пример BSD лиценце и MIT лиценца.
ГНУ-ова мања општа јавна лиценца (скраћено ГМОЈЛ, на енглеском LGPL) је измењена, попустљивија верзија ГОЈЛ која је намењена софтверским библиотекама. Такође постоји и ГНУ-ова лиценца за слободну документацију, чија је првобитно била за коришћење са документацијом за ГНУ софтвер, али је усвојена и у друге сврхе, као што је пројекат Википедије.

## Историја
Ричард Столман је ову лиценцу написао 1989. године за потребе пројекта ГНУ. Првобитна ОЈЛ је заснована на уједињену сличних лиценци које су коришћене за за ране верзије GNU Emacs-а, GNU Debugger-а и Гнуове збирке компилатора (GCC). Те лиценце су садржавале сличне услове као и модерна ОЈЛ, али су се односиле на појединачне програме, па су биле међусобно некомпатибилне, мада се радило о истој лиценци. Столманов циљ је био да направи једну лиценцу која се може користити за било који пројекат и која би омогућила да многи пројекти деле код.
Битан догађај за шире усвајање ОЈЛ лиценце била је одлука Линуса Торвалдса да лиценцира језгро Линукс под ОЈЛ-ом 1992. године.
Значај ОЈЛ-а је у томе што је пружио снажан копилефт (о овом више касније) који је био гарант програмерима који су доприносили развоју слободног софтвера да њихов рад неће бити искоришћен бесплатно од стране софтверских предузећа него да ће цео свет имати користи од доступности кода.
Друга верзија лиценце је објављена 1991. године. Током наредних 15 година, чланови заједнице за слободни и софтвер отвореног кода су почели да сумњају да су неке софтверске и хардверске фирме нашле пропусте у ОЈЛ-у и на тај начин софтвер користили на начине који нису одговарали жељама програмера који су развијали софтвер. Пример за ово је тивоизација (укључење софтвера под ОЈЛ-ом у хардверске производе који одбијају да покрену модификоване верзије истог софтвера). Такође долази до коришћења модификованог а необјављеног софтвера који функционише иза веб интерфејса као и до патентних уговора између Мајкрософта, Линукс и јуникс дистрибутера који могу представљати патентно оружје против самог Линукса.
Верзија лиценце ОЈЛ је развијена као одговор на горенаведене изазове. Званично је објављена 29. јуна 2007. године.

### Верзија 1
Верзија 1 лиценце ГНУ ОЈЛ, објављена у јануару 1989. године, решила је два главна проблема који су спречавали остваривање слобода које нуди концепт софтвера отвореног кода.
Први проблем је био у томе што дистрибутери могу да објаве само бинарне датотеке – извршне програме, који нису разумљиви за људе и не могу се модификовати. Да би ово спречили творци лиценце ОЈЛ условили су сваког дистрибутера софтвера који у развоју свог софтвера користи делове кода који су лиценцирани под лиценцом ОЈЛ да поред бинарних датотека и изворни код програма мора бити јавно доступан под истом лиценцом.
Други проблем представљала је могућност да дистрибутери уведу додатна ограничења или увођењем ограничења у саму лиценцу односно њену измену или комбиновањем софтвера са другим софтвером који има значајнија ограничења. Таква комбинација имала би већа ограничења од оних која одређује ОЈЛ. Овај проблем је решен тако што општом јавном лиценцом регулисано да сваки модификован програм мора бити дистрибуиран под условима ОЈЛ-а. Ово даље значи да софтвер лиценциран под ОЈЛ-ом може бити комбинован са софтвером лиценцираним под мање рестриктивним лиценцама али не и ограничен са рестриктивнијим лиценцама од ОЈЛ-а.

### Верзија 2
Значајна измена у другој верзији лиценце је клаузула „Слобода или смрт” како је популарно названа – Део 7. У овом делу лиценце пише да ако неко наметне ограничења у успостављању слобода које произилазе из ОЈЛ-а, као на пример судска одлука, тада такав софтвер не може уопште да се дистрибуира.
У овом периоду (1999) јавља се потреба за мање рестриктивном лиценцом од ОЈЛ и развија се више „попустљивијих” лиценци од ОЈЛ.

### Верзија 3
Крајем 2005. године Фондација за слободан софтвер најавила је рад на верзији 3 ОЈЛ-а. У јануару 2006. године прва „верзија за дискусију” ОЈЛ в3 је објављена. Јавна дискусија је трајала 18. месеци и четири прелазне верзије су објављене. Коначна верзија је објављена у јуну 2007. године. Аутори ОЈЛ-а 3 су Ричард Столман и Ибен Моглен у сарадњи са Правним центром за слободан софтвер.
Најважније измене у ОЈЛ в3 лиценци су у вези са софтверским патентима, лиценцирањем слободног софтвера, дефиницијом изворног кода и хардверским рестрикцијама на софтверске модификације („тивоизација“). Друге измене се односе на интернационализацију лиценце, затим на регулативе за кршење лиценцних права и на начине којима се додатна права могу гарантовати власницима неког заштићеног софтвера.

## Копилефт
Дистрибутивна права гарантована ОЈЛ-ом за модификоване верзије софтвера нису безусловна. Када неко дистрибуира ОЈЛ софтвер уз сопствене модификације на њему, ограничења права не могу бити већа за модификоване верзије софтвера у односу на ограничења софтвера лиценцираног ОЈЛ.
Овај захтев је познат као копилефт. Правну снагу деривира из копирајт законских регулатива односно из законских регулатива које се односе на заштиту интелектуалне својине софтверских решења. Пошто је дело лиценцирано ОЈЛ-ом заштићено копирајтом, онај који дистрибуира дело нема право да га дистрибуира па чак и ако га модификује, под условима различитим од оних које прописује ОЈЛ. У супротном може бити тужен за кршење права интелектуалне својине.
Копилефт на овај начин користи регулативу интелектуалне својине (копирајт) да оствари супротан ефекат: уместо наметања ограничења, на овај начин се гарантују права другим људима. На такав начин да права не могу да буду одузета. Такође гарантује да неограничена права дистрибуције неће бити допуштена чак и ако се пронађу пропусти у копилефт лиценци.
Многи дистрибутери програма лиценцираних под ОЈЛ везују изворни код са извршним датотекама при дистрибуцији. Дозвољено је да неко прави приватне модификације софтвера и није обавезан да објави изворни код ако сам софтвер после модификације није дистрибуиран неком другом. ОЈЛ се односи само на софтвер али не и на његове резултате, излазне податке.
ОЈЛ је писан као лиценца пре него као уговор. У неким правним системима постоје правне разлике између уговора и лиценци.
Они који се не слажу са ОЈЛ ограничењима немају дозволу, у оквирима закона заштите интелектуалне својине (копирајт), да копирају или дистрибуирају ОЈЛ лиценциран софтвер. Али они могу приватно да га користе.